# おらが丼
おらが丼（おらがどん）は、千葉県鴨川市で販売されているご当地グルメの丼である。

## 概要
おらが丼のルールとして、鴨川産の食材を主体とすること、地元産品の育成に寄与すること、季節感を考慮すること、健康的な商品づくりであることなどがある。
鴨川市商工会の地域振興対策委員会が主導し、町おこしとして現地産業と観光業の相互連携を旨とし協議が重ねられ、2005年度より本格的な供給を開始した。
2021年現在、商工会に加盟する39店舗が供給している。魚介類を用いた海鮮丼が多く見られるが、鴨川産の食材を使用していればよいため、鴨川産牛肉や鹿肉を用いていたり、形式も和風・洋風・中華風と多岐にわたる。

## 歴史
2004年より地域対策振興会、食文化研究会などで検討がされ、2005年より地場食材を一部利用した、「おらが丼」事業が開始された。
2009年には城西国際大学観光学部の提案により、7月・8月のはとバスツアーのコースにも取り入れられることとなった。
同年12月、鴨川商工会は同年7月に、おらが丼を魅力ある商品とするためのアドバイス講演をした料理評論家の山本益博を「おらが丼」大使に委嘱した。翌年1月23日から24日に金沢市で開催された「全国丼サミットいしかわ2010 D―6」に参加、小田原市の小田原丼、田辺市のあがら丼、宇和島市のどんぶり王国宇和島、臼杵市・津久見市・佐伯市の日豊海岸ぶんご丼街道、輪島市・珠洲市・穴水町・能登町の能登丼と友好協定を結んだ。
2010年10月に小田原市で行われた第2回全国丼サミットおだわら2010 D-7にも、第1回全国丼サミットに参加した他の4つの丼、仙台市の仙台づけ丼、田原市の渥美半島どんぶり街道と共に参加した。

## 参考
- おらが丼 / 飲食店 / かもがわナビ(かもナビ) - 『「おらが丼」のおきて』が明文化されている。